# Ctirad Mašín

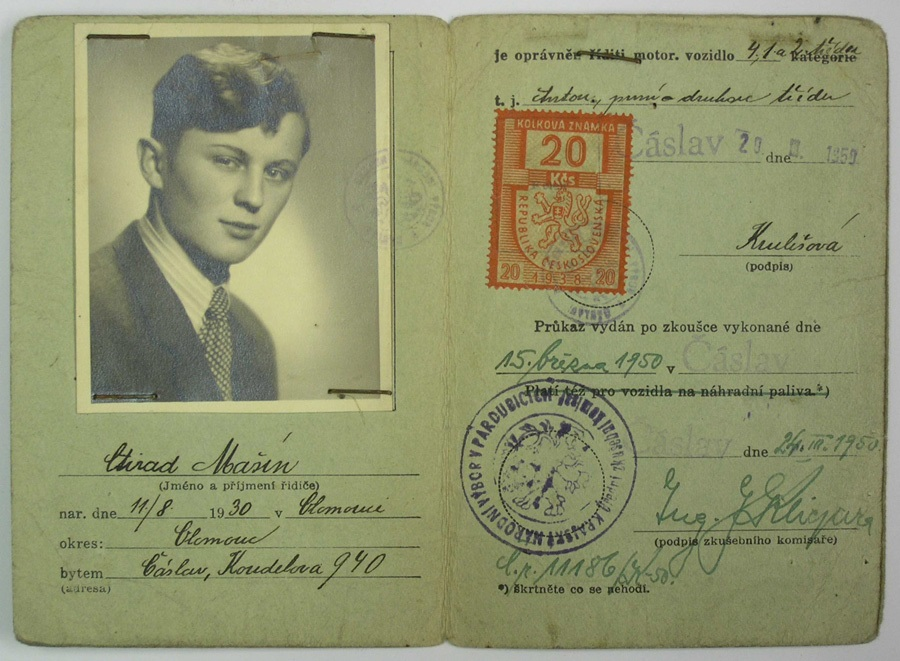
Řidičský průkaz Ctirada Mašína byl vydán v březnu 1950 krajským národním výborem v Pardubicích.

Ctirad Mašín (11. srpna 1930 Olomouc – 13. srpna 2011 Cleveland; domácky Radek Mašín; v USA Ray Masin) byl syn československého důstojníka Josefa Mašína, člen protikomunistické guerrillové skupiny bratří Mašínů.

## Životopis
Pocházel z rodiny příslušníka československých legií v Rusku a pozdějšího hrdiny protinacistického odboje Josefa Mašína, který byl v červnu 1942 nacisty popraven. Po druhé světové válce byl Ctirad vyznamenán prezidentem Benešem československou medailí Za chrabrost. V té době absolvoval Kolej krále Jiřího v Poděbradech, v letech 1950 až 1951 studoval na Českém vysokém učení technickém v Praze. Následně pracoval v různých dělnických profesích.
Na počátku padesátých let založil s bratrem Josefem protikomunistickou skupinu. Při přepadení služeben Sboru národní bezpečnosti (SNB), kterých se skupina dopustila na podzim 1951, podřezal Ctirad příslušníka SNB, který byl při usmrcení omámený a svázaný. V srpnu 1952 byl odsouzen ke dvěma a půl roku odnětí svobody za přípravu ilegálního přechodu státní hranice. Až do propuštění v červnu 1953 byl vězněn v jáchymovských uranových dolech. V září 1953 pak spolu s Václavem Švédou v okolí Pivína zapálil několik stohů slámy a při následné potyčce s místními dobrovolnými hasiči vystřelil jednomu z nich oko.
Na podzim 1953 se skupina rozhodla dostat do Západního Berlína. Ctirad se tam dostal 2. listopadu 1953 na podvozku vlakové soupravy berlínské S-Bahn. Zanedlouho dorazili i Josef Mašín a těžce zraněný Milan Paumer. V západní zóně vyslovili zájem vrátit se do Československa jako parašutisté. Následně se stali frekventanty americké armády. Do Spojených států amerických připluli lodí v březnu 1954. Následoval vojenský výcvik, po němž se bratři a Paumer rozhodli vstoupit do Special Forces. Působištěm se jim tak stala základna Fort Bragg v Severní Karolíně. Jako příslušníci 77. SFG (Special Forces Group) se zúčastnili několika manévrů, poté nastoupili oba bratři jako instruktoři do 82. vzdušně-výsadkové divize.
Po uplynutí pětiletého závazku služby v americké armádě, jenž byl potřebný pro získání amerického občanství, odešli bratři do civilu a začali se věnovat podnikání. U Ctirada se v průběhu roku 1961 navíc objevily těžké zdravotní obtíže související s nádorovým onemocněním lymfatického systému. Transplantace vlastních i dárcovských krvetvorných buněk byla úspěšná. Po odchodu do civilu bratři podnikali společně s Paumerem, po roce se jejich cesty rozešly a Ctirad vedl autoservis a po letech společnost nabízející jeho vynálezy.
V roce 1996 vyzval otevřeným dopisem prezidenta České republiky Václava Havla, aby se vzdal svého úřadu.

## Nejkontroverznější případy s účastí Ctirada Mašína
Přepadení stanice SNB v Chlumci nad Cidlinou proběhlo dne 13. září 1951 za účelem získání zbraní. Obětí se stal příslušník SNB Oldřich Kašík. Ctirad Mašín praštil příslušníka SNB železnou tyčí zezadu po zátylku. Otřesený Kašík, ale stále při vědomí, chtěl sáhnout po služebním revolveru, Josef Mašín ho okamžitě dvěma výstřely zastřelil. Zbraně se uloupit nepodařilo, Mašínové museli ve spěchu uprchnout.
Přepadení stanice SNB v Čelákovicích dne 28. 9. 1951, opět za účelem získání zbraní. Obětí se stal příslušník SNB četař Jaroslav Honzátko. Podle plánu byl příslušník vylákán k fingované nehodě, odzbrojen a spoután. Následně ho Mašínové převezli zpět na stanici do Čelákovic, přinutili ho vydat klíče. Když Mašínové získali přístup ke zbraním, nepotřebného příslušníka omámili chloroformem. Aby už po procitnutí nemohl vypovídat, podřízl mu Ctirad Mašín hrdlo, čímž byl Honzátko na místě mrtev.

## Ocenění
V roce 2005 obdržel Masarykovu cenu, kterou čeští a slovenští emigranti udělují od roku 1985 na východě Kanady v Halifaxu. Masarykova cena je uváděna v originále jako: Award by a Czech and Slovak association in the Canadian city of Halifax. Působení skupiny je historiky i českou veřejností považováno za kontroverzní, přesto jemu a jeho společníkům premiér Mirek Topolánek udělil v roce 2008 čestnou Plaketu předsedy vlády České republiky. Po smrti, na posledním rozloučení v Clevelandu v srpnu 2011, obdržel i rezortní vyznamenání Zlaté lípy.

### Názory
- Ctirad Mašín o Václavu Havlovi a komunistech (sestřih) na YouTube – Autor: Klein Österreicher; datum: 7. dubna 2015 (Cleveland, 27. listopadu 2010); délka: 07:50